# Шляси-Буре
Шляси-Буре (пол. Szlasy Bure) — село в Польщі, у гміні Плоняви-Брамура Маковського повіту Мазовецького воєводства.
Населення — 236 осіб (2011).
У 1975-1998 роках село належало до Остроленцького воєводства.

## Демографія
Демографічна структура станом на 31 березня 2011 року:
|          | Загалом | Допрацездатний вік | Працездатний вік | Постпрацездатний вік |
| -------- | ------- | ------------------ | ---------------- | -------------------- |
| Чоловіки | 117     | 23                 | 77               | 17                   |
| Жінки    | 119     | 22                 | 61               | 36                   |
| Разом    | 236     | 45                 | 138              | 53                   |